# Neskollen
Neskollen este o localitate din comuna Nes, provincia Akershus, Norvegia, cu o populație de 1.765 locuitori (2013).